# 热诺
热诺（法語：Genod，法語發音：[ʒəno]）是法国汝拉省的一个市镇，属于隆斯勒索涅区。

## 地理
热诺（46°21'15"N, 5°31'55"E）面积3.14 平方千米，位于法国勃艮第-弗朗什-孔泰大區汝拉省，该省份为法国东部内陆省份，北起上索恩省，西北接科多尔省，西临索恩-卢瓦尔省，南至安省，东与杜省和瑞士接壤。
与热诺接壤的市镇（或旧市镇、城区）包括：瓦卢斯河畔圣伊姆蒂耶尔、沃布勒-瓦尔凡。

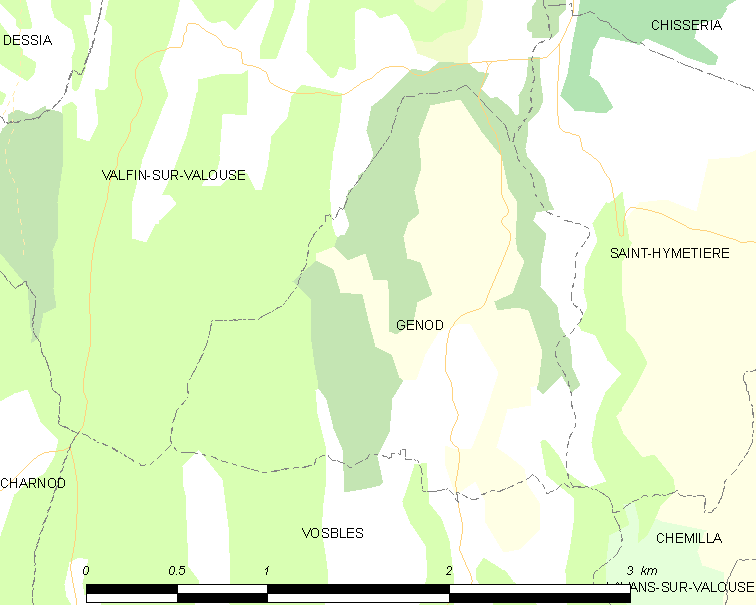
热诺的OSM定位图

热诺的时区为UTC+01:00、UTC+02:00（夏令时）。

## 行政
热诺的邮政编码为39240，INSEE市镇编码为39247。

## 政治
热诺所属的省级选区为穆瓦朗昂蒙塔涅县。

## 人口

1962-2008年间热诺人口变化图示

热诺于2022年1月1日时的人口数量为73人。